# Lunar Park
Lunar Park ist ein Roman des US-amerikanischen Autors Bret Easton Ellis. In der deutschen Übersetzung erschien das Buch im Januar 2006. Die amerikanische Originalfassung kam am 16. August 2005 auf den Markt. Der Erzähler des Textes ist eine Figur namens Bret Easton Ellis und deckt sich an einigen Stellen mit der Biografie des gleichnamigen Autors.

## Zusammenfassung
Das Buch beginnt mit einem scheinbar autobiographischen Abriss des Lebens des Autors Bret Easton Ellis. Je weiter sich der Erzähler jedoch von seiner Geburt entfernt, umso mehr verschwimmen reale Fakten und die Fiktion. Bereits bei der Schilderung des Öffentlichkeitsrausches nach der Veröffentlichung der Bücher Unter Null und American Psycho in den 1980er Jahren wird im Grunde ein Leben des Autors geschildert, welches in Bezug auf Perspektivlosigkeit und Drogenkonsum denen der fiktionalen Figuren in Ellis früheren Werken in nichts nachsteht.
Spätestens mit der ersten Erwähnung der fiktiven Schauspielerin und angeblichen Ehefrau Jayne Dennis, von der sogar gefälschte Fanseiten existieren, um der Erzählung den Schein von Authentizität zu geben, und seinem ebenfalls fiktiven Sohn Robby (auch hier gibt es eine Internetpräsenz), verlässt Ellis dann die Grenzen der Realität. Der Versuch der Romanfigur Ellis, in der Ostküsten-Vorstadtwelt Fuß zu fassen, scheitert schleichend. Er arbeitet an einem fiktiven Roman namens „Teenage Pussy“, konsumiert Drogen und verleugnet dies vor seiner Frau, findet keinen Zugang zu seinem leiblichen Sohn und seiner Stieftochter Sarah; der Hund der Familie hasst ihn.
Über allem schwebt der Konflikt und die Erinnerung an den eigenen Vater, Robert Ellis, zu dem Bret Easton Ellis nach der Scheidung der Eltern keine wirkliche Beziehung mehr hatte.
Die Geschichte eskaliert weiter, es erscheinen Figuren aus den Büchern von Bret Easton Ellis, insbesondere erscheint ihm Patrick Bateman aus American Psycho, außerdem entwickelt offenbar das Spielzeugtier seiner Stieftochter „Terby“ (was an das bekannte Spielzeug Furby erinnert) ein Eigenleben.
Je weiter die Geschichte voranschreitet, desto mehr Zweifel an der Zurechnungsfähigkeit des Protagonisten kommen auf.